# 응우옌푹미엔턴 (1817년)
응우옌푹미엔턴(베트남어: Nguyễn Phúc Miên Thần / 阮福綿宸 완복면신, 1817년 2월 16일 ~ 1878년 10월 7일)은 응우옌 왕조의 황족이다. 민망 황제의 7번째 아들로, 생모는 귀인(貴人) 응우옌흐우티쯔엉(阮有氏長)이다.

## 생애
자롱 16년 음력 1월 1일(1817년 2월 16일) 원단, 후에 황성에서 태어났다. 어릴 때 지선당(止善堂)에 형제들과 함께 입학하였는데, 학문과 품행이 우수하였다.
민망 21년(1840년) 음력 11월, 의화군공(베트남어: Nghi Hòa Quận Công / 宜禾郡公)에 봉해졌다.
뜨득 18년(1865년), 뜨득 황제가 그가 나이가 많고 덕이 중하다 하여 평상시 조회 때의 추배(趨拜)를 면하게 하였다.
뜨득 31년 음력 9월 12일(1878년 10월 7일), 사망하니 향년 62세였다. 시호를 공량(恭亮)이라 하였고, 트어티엔부 흐엉투이현 끄찐총(居正總) 즈엉쑤언트엉사(楊春上社)에 장사지냈다. 푸방현 즈엉노총(楊弩總) 남푸사(南浦社) 트엉잡(上甲)에 사당을 세우고 제사를 지냈다.

## 가족
아들 11명과 딸 3명을 두었다. 후예들은 족(足) 자부(字部)를 하사받고 그에 따라 이름을 지었다.

### 아들
- 여덟째 응우옌푹홍떼(阮福洪躋) - 기외후(畿外侯)를 습봉하였다.
- 응우옌푹홍뉴(阮福洪蹂) - 의화정후(宜禾亭侯)를 습봉하였다.

### 손자
- 응우옌푹응뚜언(阮福膺𨀴) - 봉국경(奉國卿)을 습봉하였다.

## 참고 문헌
- 《완복족세보(阮福族世譜)》
- 《대남식록》정편(正編) 열전(列傳) 2집(二集) 권5(卷五)